# Frixo

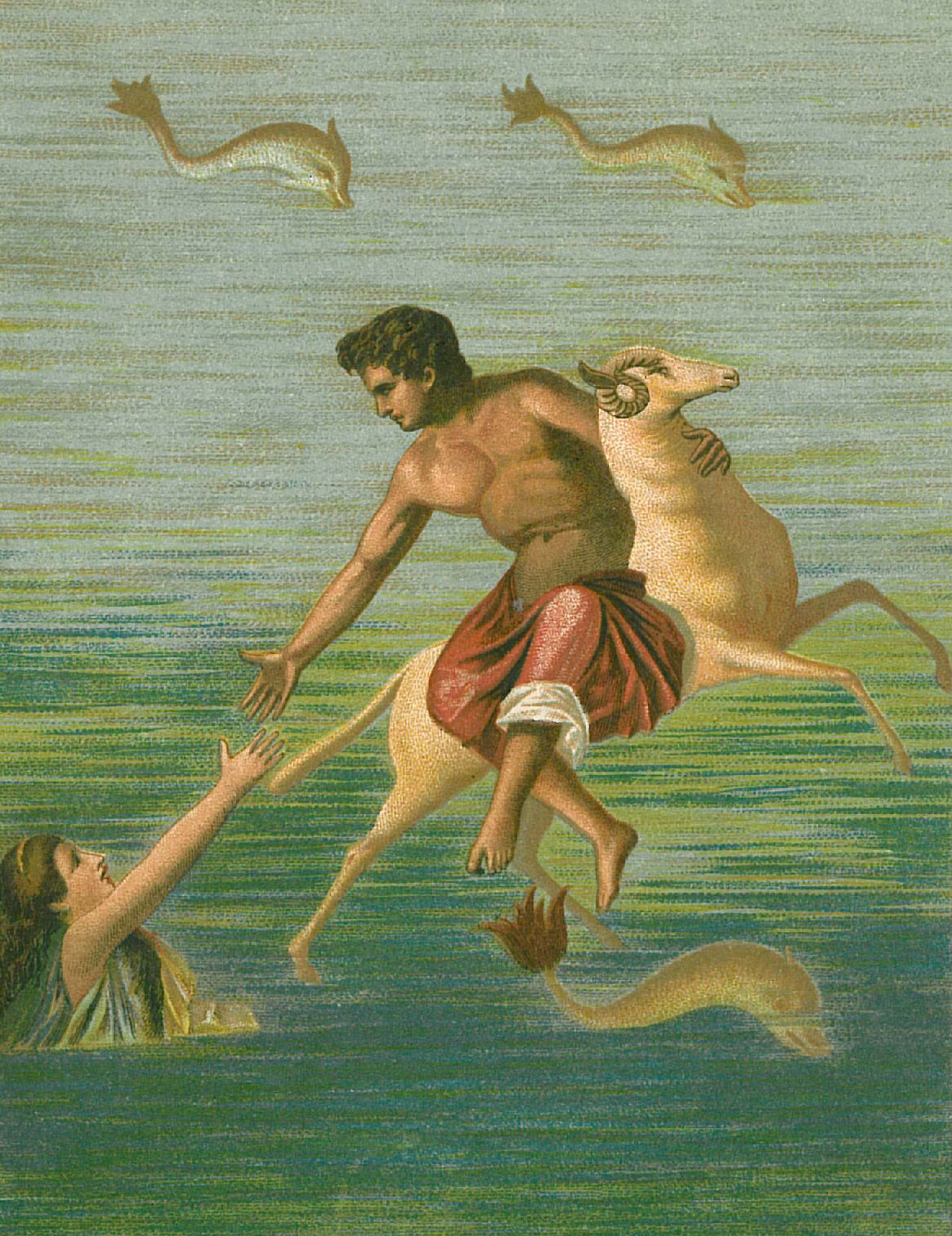
Hele y Frixo: ilustración de un libro de 1902 en la que se reproduce un fresco de Pompeya datado entre el 45 y el 79 d. C.

En la mitología griega, Frixo (en griego antiguo: Φρίξος), hijo del rey Atamante, se dice que fue llevado a lomos del carnero de lana dorada hasta la Cólquide. Su madre fue Néfele, hecha de nubes, y su hermana, Hele.  
Atamante abandonó a Néfele y se volvió a casar, esta vez con Ino (también llamada Leucótea). En otra tradición, Ino fue la primera esposa de Atamante; y Néfele, la segunda. Ino urdió por celos una trama contra Frixo y su hermana, Hele, de forma que provocó que las mujeres tostasen el trigo que iba a ser sembrado por lo que cuando los hombres lo sembraron, las semillas no germinaron, produciéndose una situación de hambre. Puesto que Atamante quiso consultar con el oráculo de Delfos la causa de la falta de trigo, Ino sobornó a los emisarios y estos trajeron la respuesta de que Frixo, o en otras tradiciones, Frixo y Hele, debían ser sacrificados para que el trigo brotase. Sin embargo, un carnero enviado por Néfele con el vellocino de oro se los llevó a ambos volando por los aires, hacia la Cólquide, donde solo llegó Frixo, pues Hele pereció al caer durante el vuelo al mar en el estrecho que separa al Mediterráneo del mar Negro; el lugar que se conocería como Helesponto («mar de Hele»), actual estrecho de los Dardanelos.
En otra tradición, la trama fue descubierta cuando Frixo iba a ser sacrificado y Frixo estuvo a punto de matar a Ino y a su hijo Melicertes, pero Dioniso, que había tenido a Ino por nodriza, envió una nube que permitió escapar a ambos. Fue el propio Frixo quien se ofreció voluntario para cumplir el destino del oráculo.Según otra versión Dioniso enloqueció a Frixo y Hele, que andaban errantes por el monte.
Algunos dicen que Frixo nació en el pueblo de Orcómeno o en el distrito de Salones, Tesalia. La esposa de su tío Creteo, ora Demodice ora Biádice, se enamoró de Frixo debido a su hermosura pero Frixo no cedió a los requerimientos. Como venganza Demodice acusó a su esposo de ser atacada por Frixo y Creteo persuadió a su hermano Salmoneo para que diera muerte a Frixo.
Algunos dicen que Fineo se quedó ciego porque le indicó a Frixo el camino a seguir hasta la Cólquide.Al llegar a la Cólquide, Frixo fue, en principio, bien acogido por Eetes, el rey de esta región. Otros dicen que Zeus tuvo que intervenir y envió a Hermes para arreglar un encuentro amistoso alegando la consanguineidad entre ambos.Sea como fuere Eetes le dio a su hija Calcíope por esposa; Hesíodo la conoce en cambio como Yofosa o Yofasa. Dicen que Frixo le entregó a Eetes la piel dorada del carnero como regalo de bodas.
Sus cuatro hijos fueron Argo o Argos, Frontis o Fróntide, Melas y Citisoroo Cilindro. Otros denominan a sus cuatro hijos como Fronio, Demoleón, Autólico y Flogio, a los que Heracles llevó como compañeros mientras buscaba el cinturón de las amazonas. Epiménides añade además a un quinto hijo, Presbón, de quien desciende la estirpe orcomenia.Se dice que su hijo Argos fue adiestrado por la propia Atenea, y que construyó una nave de cincuenta remos llamada Argo como él. O bien los hijos de Frixo y Calcíope se llamaban Argos, Melia, Catis, Frontis, Soros y Helén.
El vellocino de oro fue clavado en un roble del bosque sagrado del dios Ares y entregado a la custodia de un dragón. Esta piel es la que Jasón fue enviado a buscar con los argonautas por el rey Pelías.O bien el propio Frixo inmoló al carnero de lana dorada para darle las gracias a Zeus por su viaje seguro. El carnero desde entonces ascendió a los cielos y se convirtió en una constelación. Apolonio de Rodas indica que Frixo murió anciano en el palacio de Eetes. En otra versión del mito, narrada por Higino, Eetes tuvo miedo de perder el trono y mató a Frixo, pues una profecía había dicho que un descendiente de Eolo lo mataría.